# باجوني
شعب الباجوني (بالصومالية: Baajuuni)‏ (بالسواحلية: Wabajuni)‏ مجموعة عرقية تنتمي إلى البانتو وتعيش بشكل أساسي في جزر باجوني المطلة على الساحل الصومالي والمناطق الساحلية الواقعة بين مدينتي كيسمايو في الصومال ومومباسا في كينيا. انتقل العديد منهم من الصومال إلى كينيا بسبب الحرب مع الأورما، الذين طردوهم من أراضيهم الأصلية.

## نظرة عامة
يقطن الباجونيون بشكل أساسي في جزر باجوني المطلة على الساحل الصومالي. ويقيم العديد منهم أيضًا في كينيا، وخاصة في مومباسا ومدن أخرى في المحافظة الساحلية.
يعود أصل مجتمع الباجوني إلى مجموعات متنوعة؛ ويأتي في المقام الأول شعوب البانتو القاطنة على طول ساحل السواحلي، ثم الصوماليين القاطنين في البر الرئيسي، ويتصل نسب بعضهم بالوافدين على المنطقة مثل العرب والفرس والصوماليين الوافدين من مناطق أخرى في الصومال. ولدى بعضهم أيضًا أصول ماليزية وإندونيسية. تنقسم أسماء عشيرة الباجوني إلى نوعين، أحدهما من أصل بانتو بينما الآخر من أصل صومالي جنوبي، وتُسمى إحدى العشائر باسم غري الذي هو اسم صومالي. وتنحدر عشيرة كاتوا من قبيلة غَرّي.
يتبع مجتمع الباجوني الشريعة الإسلامية في إدارة شؤونهم، باعتبارهم مسلمين شافعية، ويؤدون الصلوات الخمس، ويصر كل والد مسلم على تعليم طفله التعليم الإسلامي الأساسي، ويتولى قاضٍ مسلم الفصل في النزاعات الجنائية والمدنية للمجتمع.
يبرع مجتمع باجوني في الصيد والأنشطة البحرية. ويمارس بعضهم مهنا أخرى مثل صنع الأدوات المعدنية.

## خلفية تاريخية
تؤكد روايات مجتمع باجوني القاطنين في لامو بكينيا وجزيرة باتي أن مدن لامو وباتي وشيلا وغيرها من المدن السواحيلية كانت مزدهرة في بداية القرن السادس عشر، ووفقًا للأساطير التي يتوارثها مجتمع باجوني، فإن الباجونيين والبرتغاليين وصلوا إلى هذا الامتداد من الساحل في وقت متزامن، في القرن السادس عشر، إلا أنهم يختلفون حول من وصل أولاً، واستقر العديد منهم حول ساحل شمال كينيا والجزر البحرية، حيث عاشوا مع سكان أرخبيل لامو الذين كانوا يعيشون في مدن تنتشر فيها المباني المبنية على الطراز السواحلي [الإنجليزية]، واستمر وجودهم في المنطقة حتى ستينيات القرن العشرين.
ويبدو أن الفترة الممتدة من القرن السادس عشر وحتى ستينيات القرن العشرين شهدت استقرارا كبيرا، وامتد مجتمع الباجوني خلال تلك الفترة من مقديشو في الصومال شمالا وحتى نهر تانا في كينيا جنوبا، ومن المحتمل أن تكون هناك قرى عاش فيها مجتمع باجوني أبعد من نهر تانا جنوبا، وعلى فرض صحة ذلك فإنها لم تسلم من الغزو الأورمي في القرن السادس عشر، ولم يتمكن علم الآثار الحديث من التمييز بين باجوني والآثار السواحيلية الأخرى، والممتدة على طول الساحل بأكمله، وكانت ثقافة ولغة الباجوني متسقة نسبيًا ولا تزال كذلك، وذلك بفضل التنقل المستمر للأشخاص بين المجتمعات وطريقة الحياة المشتركة التي تركز على القطبين المزدوجين: الصيد والزراعة. أبحر الباجوني، مثل جميع السواحليين الآخرين، على نطاق واسع، ووصل إلى كامل الأراضي السواحلية من الصومال إلى كينيا وتنزانيا، وحتى أبعد من ذلك.
في يوليو عام 1960، حصل الصومال الإيطالي على الاستقلال. في حين حصلت كينيا على الاستقلال في ديسمبر 1963.

### النزوح والتمييز
شكلت اعتداءات الأورما في القرن السادس عشر، شأنها شأن الهجمات الصومالية في ستينيات القرن العشرين، نقطة تحول رئيسية في ثروات مجتمع الباجوني: وشعر الباجونيون إزاء الأورما والصوماليين بالاستياء، ويتحدث بعض شيوخهم بنفس القدر من الحقد عن الأورما والصوماليين، وكأن أحداث القرن السادس عشر كانت بالأمس، قبل وصول الأورما، أُجبر الباجونيون على الانتقال جنوبًا من الصومال إلى كينيا، أو إلى الجزر الصومالية قبالة الساحل، أو قُتلوا. يُعرف الأورما باسم موينجي كاما ناتانجا وا إيفي (كثيرون كمثل حبات الأرض). قبل غزو أورما، كان غالبية مجتمع باجوني يقطنون جنوب الصومال؛ وبعد ذلك، انتقلوا جنوبًا إلى كينيا.
وعلى الرغم من وصول مزيد من المستوطنين السواحليين من الشمال، واستخدام صيادي الباجوني الساحل الكيني كمنطقة صيد موسمية، إلا أن معظمهم استقروا في بلدة واتامو [الإنجليزية] التي كانت بلدة صغيرة حتى ستينيات القرن العشرين، وذلك بعد إجبارهم على الفرار من الحدود الصومالية والتخلي عن مستوطناتهم في المنطقة.
عاش معظم الكينيين الباجونيين منذ ما تعرضو له من المضايقات من الصوماليين في ستينيات القرن العشرين، عاشوا في الجزر الشمالية قبالة الساحل، وخاصة جزيرة باتي، حيث تزدهر مستوطنات الباجونيين مثل كيدينجيتشيني، وذلك باستثناء آخرين ذهبوا إلى مناطق أخرى داخل كينيا أو أماكن أخرى على طول الساحل وصولا إلى ماليندي، أو مومباسا، أو تنزانيا، وبلغ عدد سكان مجتمع باجوني على الساحل الشمالي عام 1978 حوالي 15000 نسمة، رغم تعرض هذه التقديرات للتضخيم بسبب قرار رسمي يتطلب من كل من يعيش على الساحل الشمالي التسجيل باعتباره من الباجوني.
قبل ستينيات القرن العشرين، كان الجزء الأكبر من شعب الباجوني يعيش على ساحل البر الرئيسي، وقد أدت الهجمات الصومالية إلى هجرة كثير منهم إلى الجزر النائية. وعلى الرغم من مقتل عدد قليل جدًا منهم، فإن ما تعرضوا له من هدم لمساكنهم، وسرقة مواشيهم، وحرق محاصيلهم، دفعهم إلى الهجرة الجماعية، إما إلى الجزر أو بعيدًا عنها، وقد كان يصعب عليهم الدفاع عن أنفسهم، لأنه على الرغم من تطور مهاراتهم في استخدام بنادق الصيد، فقد صادرت السلطات بعد الاستقلال أسلحتهم.
وقبل صراع الشِفتا، كان هناك ما يقرب من اثنتي عشرة قرية بين مكوكوتوني وكيونغا، يبلغ متوسط عدد سكانها عدة مئات؛ وبحلول عام 1978، لم يعد هناك سوى أربع قرى، ويبلغ إجمالي عدد سكانها 1000 نسمة.
مع انتقال العديد من أفراد مجتمع باجوني إلى كينيا، حصل عدد منهم على وظائف في بعض الفنادق في واتومو، ويعمل عدد قليل منهم حاليا في الفنادق السياحية الدولية الكبرى في واتامو، ومع تزايد الإقبال على السياحة، تعرض الصيد البحري الذي برع فيه مجتمع باجوني لضغوط شديدة، وأدى إنشاء حديقة وطنية بحرية إلى تقييد حقوق الصيد في مواقع محددة.
يتضمن السجل الرسمي للجمعية الوطنية الكينية (هانسارد) العديد من السجلات المتعلقة بمناقشات ملكية الأراضي والحقوق. وتوثق إحدى السجلات الرسمية، المؤرخة في الفترة من 24 يونيو إلى 30 يوليو 1971، مناقشة حول أراضي باجوني في لامو، بكينيا والآراء المعارضة بشأن الملكية. وفي السجل الرسمي المؤرخ بتاريخ 28 مايو – 4 يوليو 1974، تساؤلات بشأن الحكومة التي لديها السلطة القضائية الفعلية على أراضي قبيلة الباجوني.
مع سقوط الحكومة الصومالية عام 1991، عانى مجتمع باجوني من التخلي عنهم من قبل حكومتي الصومال وكينيا. ويشير الباجوني إلى هذه الفترة باسم "الاضطرابات". و دفع هذا التهميش رئيس مجتمع الباجوني محمد إسماعيل بركالي إلى تقديم التماس إلى الهيئة الحكومية الدولية المعنية بالتنمية (إيقاد) للمطالبة بالحقوق المشروعة لشعب الباجوني في ديسمبر 2003. وكان بركالي مندوباً في محادثات السلام الصومالية عام 2003.

## اللغة والثقافة
يشير شعب الباجوني إلى أنفسهم بشكل جماعي ويُعرفون باسم Wabajuni . ويتحدثون بلهجة باجوني، وهي إحدى لهجات اللغة السواحلية. والكيباجوني لغة يتحدث بها شعب الباجوني فقط وجزء من تقاليدهم. ونظرًا لأن مجتمع الباجوني لا يعتبرون صوماليين "حقيقيين"، فإنهم الأقل تمكينًا بين العشائر الصومالية، وغالبًا ما يتم تجاهلهم أو التمييز ضدهم من قبل العديد من أبناء العشائر الصومالية الأخرى.
بدلا من كلمة "حُمَّى" الموجودة في اللغة السواحلية وتُكتب Homa يستخدم مجتمع باجوني مصطلح "بَريدي" المستمدة من كلمة "البرد" للتعبير عن الحمى أو المرض بشكل عام.
يملك مجتمع الباجوني كنزًا من الأغاني والشعر، ومن ضمنها أغاني المشياري والتيندي الشهيرة، وكذلك أغاني الفافي والراندا، وأغاني الصيادين، والكيمايي، وهي أغاني شعبية، فضلاً عن التراث المنقول شفهيا وهي معروفة لدى غالبية كبار السن من الذكور في المجتمع، وتشير عادةً إلى الأحداث التي وقعت أثناء تقدم الأورما وما قبله. ونظرًا لأن تاريخ باجوني قبل القرن السادس عشر نُقل شفويا فإنها تتفق في الخطوط العريضة الأساسية ولكنها تختلف في التفاصيل.
يرتدي رجال الباجوني الكيكوي، وهي بطانية سواحلية تُلبس حول الخصر مثل القميص، وأشرطة مطاطية على أقدامهم. وترتدي سيدات باجوني حجابًا أسودًا يكشف عيونهن فقط. تقليديا، كانت ترتدي المرأة خاتمًا في منتصف أنفها، وقرصًا ذهبيًا في إحدى فتحات الأنف المثقوبة، وعددًا كبيرًا من الأقراط في أعلى أذنيها، ويعتبر ذلك الآن جزءا من التراث القديم. 

## روابط خارجية
- Abdullahi، Mohamed Diriye (2001). Culture and customs of Somalia. Greenwood. ISBN:978-0-313-31333-2.
- Mwakikagile، Godfrey (2007). Kenya: Identity of a Nation. New Africa Press. ISBN:978-0-9802587-9-0.
- Nurse، Derek؛ Hinnebusch، Thomas J.؛ Philipson، Gérard (1993). Swahili and Sabaki: A Linguistic History. University of California Press. ISBN:978-0-520-09775-9.
- "Trusteeship and Protectorate: The Road to Independence". U.S. Library of Congress. مؤرشف من الأصل في 2012-07-09. اطلع عليه بتاريخ 2015-10-23.
- "Dec. 12, 1963 | Kenya Gains Independence". The Learning Network. 12 ديسمبر 2011. مؤرشف من الأصل في 2024-04-19.
- Nurse، Derek (2011). "Bajuni: people, society, geography, history, language" (PDF). Memorial University. Open Publishing. مؤرشف من الأصل (PDF) في 2019-01-19. اطلع عليه بتاريخ 2015-10-23..
- "War-1-3, December,Mbagathi,Nairobi. Beesha Baajuun oo ku dagaalantey in lagu" [War-1-3, December, Mbagathi, Nairobi. Community Baajuun in dagaalantey to] (بالصومالية). Dec 2003. Archived from the original on 2023-03-02. Retrieved 2015-10-23.